# Samir Hadji
Samir Ali Hadji (* 12. September 1989 in Creutzwald) ist ein französisch-marokkanischer Fußballspieler, der seit dem Sommer 2025 beim FC Differdingen 03 in Luxemburg unter Vertrag steht. Er ist der Sohn des ehemaligen marokkanischen Nationalspielers Mustapha Hadji.

## Karriere

### Vereine
Samir Hadji spielte in seiner Jugend in dem Verein seiner Heimatstadt Kreuzwald. Später war er auch in der Jugend des deutschen Klubs 1. FC Saarbrücken aktiv, wo auch sein Vater als Profi spielte. 2007 kam er in die erste Mannschaft der Saarbrücker, welche zum damaligen Zeitpunkt der viertklassigen Oberliga angehörte. Sein Debüt für die erste Mannschaft gab Hadji erst am 22. März 2008, als er im Oberliga-Spiel gegen die zweite Mannschaft des 1. FC Kaiserslautern (1:1) in der 87. Minute für Florian Hornig eingewechselt wurde. Am 5. April 2008 wurde Hadji gegen den saarländischen Lokalrivalen FC Homburg in der 78. Minute, beim Stande von 0:1, für Jonathan Zydko eingewechselt und machte fünf Minuten später das 1:1 (das war auch der Endstand der Partie).
Das war allerdings auch seine letzte Partie für den 1. FC Saarbrücken. Bis zum Saisonende kam er nicht mehr zum Einsatz. Auch in der Hinrunde der folgenden Saison sollte Hadji nicht mehr zum Einsatz kommen. Daher wechselte er im Januar 2009 zurück nach Frankreich und ging zum Erstligisten AS Nancy, wo zum damaligen Zeitpunkt auch sein Onkel Youssef Hadji spielte.
In Nancy kam er allerdings nur in der Reservemannschaft zum Einsatz. Während er in seinem ersten halben Jahr zu 17 Einsätzen (sieben Treffer) kam, kam Hadji in seiner ersten ganzen Saison zu 32 Einsätzen in der Reservemannschaft. In diesem 32 Einsätzen gelangen ihm elf Treffer.
2010 ging er zum damaligen Drittligisten Racing Straßburg. Zur Saison 2011/12 wechselte Hadji nach Marokko zu Hassania d’Agadir. Nach nur einer Saison kehrte er nach Europa zurück und unterschrieb beim luxemburgischen Erstligisten CS Fola Esch. In der Saison 2012/13 erzielte er sechs Tore in 24 Spielen und feierte unter Trainer Jeff Strasser mit Fola die erste Meisterschaft seit 83 Jahren. Am Ende der Saison 2018/19 wurde er mit 23 Treffern Torschützenkönig der BGL Ligue. Zudem wurde er von Luxemburgs zweitgrößter Tageszeitung, dem Tageblatt, zum Tageblatt-Fußballer-des-Jahres gewählt.
Am 11. Juni 2019 gab dann der belgische Zweitliga-Aufsteiger Royal Excelsior Virton die Verpflichtung des Stürmers bekannt. Ein Jahr später wurde nach dem Lizenzentzugs des Vereins sein Vertrag aufgelöst und Hadji war seitdem ohne neuen Klub. Zur Saison 2021/22 gab dann der luxemburgische Vizemeister F91 Düdelingen die Verpflichtung Hadjis bekannt. Dort konnte er auf Anhieb die Meisterschaft feiern und in den folgenden vier Jahren traf der Stürmer in 117 Ligaspielen insgesamt 72 Mal ins gegnerische Tor. Im Sommer 2025 folgte dann ein erneuter Wechsel zum Ligarivalen und amtierenden Meister FC Differdingen 03.

## Erfolge
- Luxemburgischer Meister: 2013, 2015, 2022
- Luxemburgischer Ligapokalsieger: 2017
- Torschützenkönig der BGL Ligue: 2019